# 2008年のデイトナ24時間レース
2008年のデイトナ24時間レース（スポンサー名 ロレックス24アット・デイトナ）は、2008年1月26日から1月27日にかけて、フロリダ州のデイトナ・インターナショナル・スピードウェイで行われた。

## 結果
- 1位 695周 チップ・ガナッシ・レーシング
- 2位 693周 ゲインズコ/ボブ・ストーリングス・レーシング
- 3位 689周 ペンスキー・テイラー・レーシング
- 4位 688周 クローン・レシング
- 5位 687周 サントラスト・レーシング
- 6位 680周 マイケル・シャンク・レーシング
- 7位 678周 クローン・レシング
- 8位 676周 ボブ・ストーリングス・レーシング
- 9位 664周 スピードソース
- 10位 657周 TRG